# Зоран Лончар
Зоран Лончар (Нови Сад, 1965) српски је универзитетски професор, правник и политичар. Лончар је ванредни је професор Правног факултета Универзитета у Новом Саду и бивши министар просвете у Влади Републике Србије.

## Биографија
Дипломирао је на Правном факултету у Новом Саду 1989. године. Магистрирао је на Правном факултету Универзитета у Београду 1993. године, одбранивши магистарски рад са тезом "Ванправна контрола управе". Докторску дисертацију под називом "Одговорност министра – са посебним освртом на југословенско право" одбранио је 2000. године на Правном факултету у Новом Саду.
Универзитетску каријеру започео је 1990. године када је на Правном факултету у Новом Саду изабран за асистента на Катедри за јавно право. За доцента је изабран 2000. године, а у звање ванредног професора изабран је 2015. године. На Правном факултету у Новом Саду на основним, мастер и докторским студијама изводи наставу из наставних предмета Управно право, Управно право – посебан део, Наука о управи и Локална самоуправа.
Области његовог научног интересовања су управно право, локална самоуправа.
Аутор/коаутор је две књиге и преко осамдесет других научних и стручних радова.

## Чланство у организацијама и телима
- Правни саветник у Комисији за израду Уставне повеље Државне заједнице Србија и Црна Гора (2002—2003);
- Правни саветник Уставне комисије Народне скупштине Републике Србије (2004—2006);
- Члан Републичке изборне Комисије (2002-2004, 2004-2008, 2012-2014);
- Члан Комисије за правосудни испит Министарства правде Републике Србије за наставни предмет управно право (2004—2009);
- Члан Комисије за правосудни испит Покрајинског секретаријата за образовање, управу, прописе и права националних мањина – националних заједница АП Војводине за наставни предмет управно право (2015-)
- Министар за државну управу и локалну самоуправу у Влади Републике Србије (2004—2007),
- Министар просвете у Влади Републике Србије (2007—2008);
- Члан Удружења правника Републике Србије;
- Члан Удружења за управну науку и праксу;
- Члан Удружења за јавну управу.

## Изабрана библиографија
1. Лончар, Зоран (2018). „ЕВРОПСКИ ПРИНЦИПИ РЕФОРМЕ УПРАВНОГ ПОСТУПКА У СРБИЈИ”. Правна ријеч. 15 br. 54: 363—382.
2. Лончар, Зоран (2017). „ПРАВНА СРЕДСТВА У НОВОМ ЗАКОНУ О ОПШТЕМ УПРАВНОМ ПОСТУПКУ” (PDF). Зборник радова Правног факултета у Новом Саду. LI br. 4: 1505—1523. Архивирано из оригинала (PDF) 15. 09. 2020. г. Приступљено 31. 10. 2018.
3. Лончар, Зоран (2016). „ПОСЕБНИ УПРАВНИ ПОСТУПЦИ” (PDF). Зборник радова Правног факултета у Новом Саду. L br. 4: 1231—1249. Архивирано из оригинала (PDF) 19. 09. 2020. г. Приступљено 31. 10. 2018.
4. Лончар, Зоран; Голић, Дарко; Мартиновић, Александар (2016). „ИЗБОР ДРЖАВНИХ СЛУЖБЕНИКА У СРБИЈИ И БОСНИ И ХЕРЦЕГОВИНИ”. Правна ријеч. br. 46: 237—254.
5. Лончар, Зоран; Мартиновић, Александар; Голић, Дарко (2016). „МОДЕЛИ ИЗБОРА ДРЖАВНИХ СЛУЖБЕНИКА У ДРЖАВАМА БИВШЕ ЈУГОСЛАВИЈЕ”. Правни живот. br. 10: 251—266.
6. Лончар, Зоран (2015). „ОДЛУЧИВАЊЕ У УПРАВНОМ ПОСТУПКУ” (PDF). Зборник радова Правног факултета у Новом Саду. XLIX br. 1: 179—195. Архивирано из оригинала (PDF) 21. 09. 2020. г. Приступљено 31. 10. 2018.
7. Лончар, Зоран (2015). „ОДНОС ОРГАНА УПРАВЕ И НЕЗАВИСНИХ ДРЖАВНИХ ОРГАНА”. Правни живот. br. 12: 145—158.
8. Лончар, Зоран (2015). „ЗАСТУПАЊЕ СТРАНАКА У УПРАВНОМ СПОРУ” (PDF). Зборник радова Правног факултета у Новом Саду. XLIX br. 4: 1695—1711. Архивирано из оригинала (PDF) 16. 10. 2020. г. Приступљено 31. 10. 2018.
9. Лончар, Зоран (2014). „ПОВЕРЕНИ ПОСЛОВИ ДРЖАВНЕ УПРАВЕ У ОБЛАСТИ ЗАШТИТЕ ЖИВОТНЕ СРЕДИНЕ” (PDF). Зборник радова Правног факултета у Новом Саду. XLVIII br. 3: 265—278. Архивирано из оригинала (PDF) 09. 10. 2020. г. Приступљено 31. 10. 2018.
10. Лончар, Зоран (2013). „ДЕПОЛИТИЗАЦИЈА И ПРОФЕСИОНАЛИЗАЦИЈА УПРАВЕ У РЕПУБЛИЦИ СРБИЈИ” (PDF). Зборник радова Правног факултета у Новом Саду. XLVII br. 4: 185—202. Архивирано из оригинала (PDF) 04. 10. 2020. г. Приступљено 31. 10. 2018.
11. Лончар, Зоран (2013). „НЕКА ПИТАЊА РЕФОРМЕ УПРАВНО-ПРОЦЕСНОГ ЗАКОНОДАВСТВА У СРБИЈИ”. Правни живот. br. 10: 319—333.
12. Лончар, Зоран; Вучетић, Дејан (2013). „ПРИНЦИП СРАЗМЕРНОСТИ У ЕВРОПСКОМ И СРПСКОМ ПРАВУ - УПРАВНОПРАВНИ АСПЕКТИ” (PDF). Теме. 37 br. 4: 1617—1642.
13. Лончар, Зоран (2012). „ИНСПЕКЦИЈСКИ НАДЗОР У ОБЛАСТИ ЗАШТИТЕ ЖИВОТНЕ СРЕДИНЕ” (PDF). Зборник радова Правног факултета у Новом Саду. XLVI br. 4: 257—276. Архивирано из оригинала (PDF) 05. 11. 2020. г. Приступљено 31. 10. 2018.
14. Лончар, Зоран (2012). „ОДЛАГАЊЕ ИЗВРШЕЊА УПРАВНОГ АКТА У УПРАВНОМ СПОРУ” (PDF). Зборник радова Правног факултета у Новом Саду. XLVI br. 2: 239—259. Архивирано из оригинала (PDF) 13. 09. 2020. г. Приступљено 31. 10. 2018.
15. Lončar, Zoran (2012). „ADMINISTRATION CONTROL BY THE STATE AUDIT INSTITUTION” (PDF). Teme. 36 br. 3: 1301——1318.
16. Лончар, Зоран (2011). „УСМЕНА РАСПРАВА У УПРАВНОМ ПОСТУПКУ”. Правни живот. br. 10: 265—277.
17. Лончар, Зоран (2011). „УЛОГА ОРГАНА ДРЖАВНЕ УПРАВЕ У ПОСТУПКУ ИЗДАВАЊА ПУТНИХ ИСПРАВА” (PDF). Зборник Матице српске за друштвене науке. br. 135: 241—258.